# Лозоватский сельский совет (Криворожский район)
Лозоватский сельский совет (укр. Лозуватська сільська рада) — входит в состав
Криворожского района
Днепропетровской области
Украины.
Административный центр сельского совета находится в 
с. Лозоватка.

## Населённые пункты совета
- с. Лозоватка
- с. Базарово
- с. Марьяновка
- с. Новоанновка
- с. Раево-Александровка